# Émilie Andéol

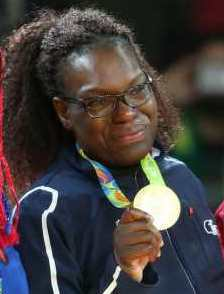
Émilie Andéol mit olympischer Goldmedaille (2016)

Émilie Andéol (* 30. Oktober 1987 in Bordeaux) ist eine französische Judoka im Schwergewicht und Olympiasiegerin bei den Olympischen Spielen in London 2016.

## Karriere
Andéol gewann 2007 die Bronzemedaille und 2008 Silber bei den U23-Europameisterschaften. 2010 gewann sie ihren ersten französischen Meistertitel. 2011 siegte sie bei den Studenten-Europameisterschaften. Bei der Universiade in Shenzhen gewann Andéol gleich drei Bronzemedaillen: Im Schwergewicht, in der offenen Klasse und im Mannschaftswettbewerb. Ende 2011 verteidigte sie ihren französischen Meistertitel. Ihr größter Erfolg 2012 war der Sieg beim Weltcup in Rom, nachdem bei den Olympischen Spielen in London Anne-Sophie Mondière für Frankreich im Schwergewicht angetreten war. Ende 2012 erkämpfte Andèol ihren dritten französischen Meistertitel.
Bei den Judo-Europameisterschaften 2013 unterlag Andéol im Finale gegen die Slowenin Lucija Polavder, in der Mannschaftswertung siegte das niederländische Team vor den Französinnen. vier Monate später belegte Andéol den fünften Platz bei den Judo-Weltmeisterschaften 2013, mit der Mannschaft erhielt sie die Bronzemedaille. Im November folgte der vierte Landesmeistertitel in Folge. 2014 gewann sie bei den Europameisterschaften in Montpellier sowohl in der Einzelwertung als auch mit der Mannschaft Gold. Bei den Weltmeisterschaften in Tscheljabinsk erkämpfte Andéol die Bronzemedaille in der Einzelwertung, mit der französischen Equipe erhielt sie die Goldmedaille. Die Europameisterschaften 2015 fanden im Rahmen der Europaspiele in Baku statt, Andéol gewann die Titel in der Einzelwertung und in der Mannschaftswertung. 2016 belegte Andéol nur den siebten Platz bei den Europameisterschaften. Bei den Olympischen Spielen in Rio de Janeiro besiegte sie im Finale die kubanische Titelverteidigerin Idalys Ortíz und erhielt die Goldmedaille. Für ihren Olympiasieg erhielt sie Ende 2016 das Ritterkreuz der Ehrenlegion.